# Barhútská studna
Barhútská studna známá také jako Pekelná studna (arabsky: بئر برهوت) je gigantický přírodní závrt uprostřed pouště v provincii al-Mahra ve východním Jemenu. Závrt má v průměru 30 m a jeho hloubka dosahuje 112 metrů. Dosud nebyl podrobně prozkoumán. První průzkumníci do něj sestoupili teprve 15. září 2021, a to tým deseti ománských jeskyňářů Oman Cave Exploration Team (OCET). Na dně pozorovali vodopády, hady, uhynulá zvířata, obří stalagmit a také jeskynní perly. Do studny se již dříve slaňovali amatérští průzkumníci, ale nikdy se nedostali až na samotné dno, nanejvýš do 50–60 m.
Podle místního folklóru je Pekelná studna bránou do podsvětí či vězením pro džiny. Místní obyvatelé se tomuto místu vyhýbají a prý i pouhá zmínka o něm přináší neštěstí.